# Charles Olson

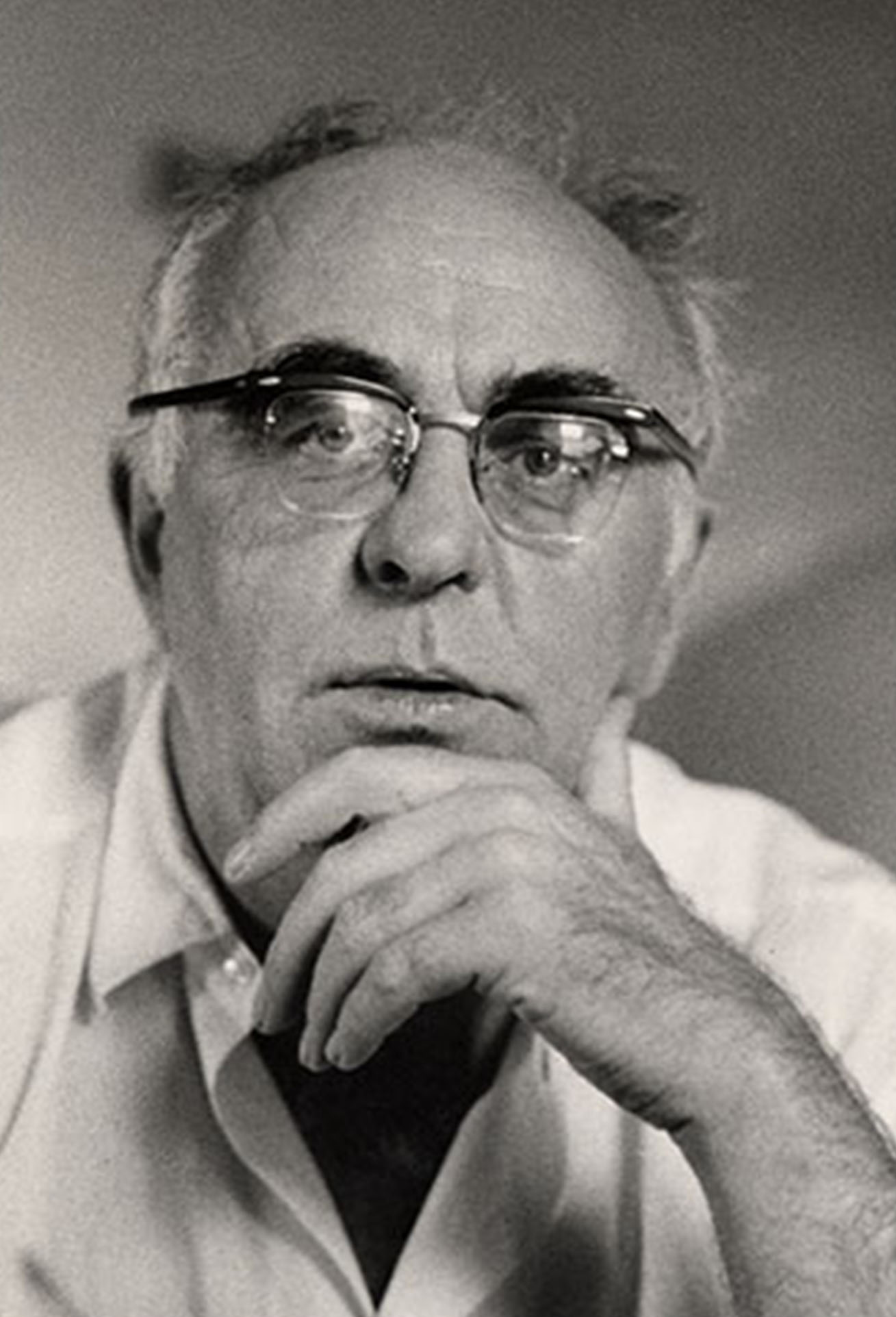
Charles Olson

Charles Olson (* 27. Dezember 1910 in Worcester (Massachusetts); † 10. Januar 1970 in New York City) war ein US-amerikanischer Dichter.

## Leben
Charles Olson war das einzige Kind von Karl (genannt Charles) Joseph Olson und Mary Theresa Olson (geborene Hines). Die Mutter stammte von irischen, der Vater, ein Postbote, von schwedischen Einwanderern ab. Die Familie verbrachte seit 1915 ihre Sommerferien im alten Fischerstädtchen Gloucester auf Cape Ann, der der mythische Ort von Olsons Hauptwerk, den Maximus Poems, werden sollte.
Olson studierte von 1928 bis 1932 Englisch an der Wesleyan University in Middletown und erwarb den Magistertitel mit einer Arbeit über den von ihm verehrten Schriftsteller Herman Melville. Nachdem er zwei Jahre als Englisch-Dozent gearbeitet hatte, schrieb er sich 1936 an der Harvard University ein. 1938 ermöglichte es ihm ein Guggenheim-Stipendium, seine Forschungen über Melville fortzusetzen. Er promovierte sich in diesem Jahr, jedoch ohne eine Dissertationsschrift einzureichen.
Im Jahre 1940 zog er nach New York, wo er für verschiedene öffentliche Institutionen, unter anderem das Office of War Information, in leitender Stellung tätig war. Ab diesem Jahr lebte er mit Constance (Connie) Wilcock zusammen. Aus der Verbindung ging 1951 eine Tochter hervor.
Im Jahre 1944 gehörte er zum Wahlkampfteam von Franklin D. Roosevelt. Nach Roosevelts Tod 1945 entschloss sich Olson, der seit 1940 Gedichte schrieb, zu einer schriftstellerischen Karriere. Er besuchte den damals in der psychiatrischen Anstalt St. Elizabeth in Washington internierten Dichter Ezra Pound insgesamt 24-mal, brach aber, nach einer politischen Kontroverse mit ihm, 1948 den Kontakt ab.
Im Jahre 1951 reiste Olson mit Connie Wilcock nach Yucatán. Dort entstanden die „Maya-Briefe“ an seinen lebenslangen Freund und Korrespondenten, den Dichter Robert Creeley.
Olson hatte, auf Einladung des Malers Josef Albers, seit 1948 immer wieder als Gastdozent am Black Mountain College, einem Treffpunkt der künstlerischen Avantgarde, unterrichtet. Von 1951 an war er dort als Lehrer, ab 1954 bis zur Schließung des College 1957 als Rektor beschäftigt. Während seiner Zeit am College entwickelte sich eine kurze, aber intensive Korrespondenz mit dem deutschen Dichter Rainer Maria Gerhardt.
1954 lernte Olson am College die 28-jährige Studentin Elizabeth (Betty) Kaiser kennen. Im Jahr darauf wurde der gemeinsame Sohn Charles Peter Olson geboren.
Im Jahr 1957 übersiedelte Olson nach Gloucester, wo er bis zu seinem Tod an seinen Maximus Poems arbeitete. 1964 kam Betty Olson bei einem Autounfall ums Leben. 1966 hielt sich Olson in Berlin auf. Im Dezember 1969 wurde bei ihm Leberkrebs diagnostiziert. Der Krankheit erlag er wenige Wochen später.

## Werk
Neben seinen Gedichten hat Olson bedeutende Essays vorgelegt. Ab 1945 entstand seine Melville-Studie Call Me Ishmael (1947), in dem er nicht nur die Einflüsse Shakespeares auf Moby Dick erläutert, sondern auch den unbegrenzten Raum zur grundlegenden Kategorie des amerikanischen Denkens erklärt. Wesentlich einflussreicher wurde sein Essay über den „Projektiven Vers“ (1950). Angelehnt an die physikalische Feldtheorie, beschreibt Olson darin das Gedicht als einen dynamischen, offenen Akt und wendet sich so gegen eine akademische und kontemplative Poetik. Diese pragmatische, körperliche, ereignishafte, wirklichkeitsbezogene Auffassung des Dichtens müsse sich unmittelbar auf dessen Inhalt auswirken. „Vom Augenblick an, wo die projektive Absicht des Aktes eines Verses begriffen wird, ändert sich – zwangsläufig – der Inhalt. Wenn Atem der Anfang und das Ende ist, Stimme im weitesten Sinne, dann verschiebt sich das Material des Verses. Es muß. Es beginnt bei dem, der schreibt.“
In seinen Vorlesungen und theoretischen Äußerungen ist Olson stark von Alfred North Whitehead, vor allem von dessen Hauptwerk Process and Reality (1927/28), beeinflusst. Realität, so Olson im Anschluss an Whitehead, dürfe nicht länger als ein Sachzusammenhang, sondern müsse als ein Aktionszusammenhang begriffen werden.
Olson zeigt in seinen „Maya-Briefen“ und in seinen Vorlesungen den Willen, das westliche Denken („western box“), das ihm metaphysisch und starr erscheint, in Richtung auf eine pragmatische, offene, relativistische Philosophie zu überwinden. Er sieht nicht nur den Dichter, sondern den Menschen ganz allgemein als einen Handelnden. Geschichte sei die Praxis des Raums in der Zeit. In diesem Zusammenhang verwendet er bereits in den fünfziger Jahren den Begriff „post-modern“ (in dieser Schreibweise).
Seine auf Genauigkeit bedachte Dichtung zeigt zwar den Einfluss Ezra Pounds und der Objektivisten, insbesondere von William Carlos Williams, ist aber wesentlich dynamischer angelegt. An seinem bekanntesten Gedicht „The Kingfishers“ lässt sich die kühne Verschränkung verschiedener Sinnbezirke nach Art einer literarischen Montage beobachten. Jedoch ist die Montage stets auf das Hier und Jetzt des dichterischen Sprechens – den „stance“ (die Haltung, die Einstellung, den Zugriff) – bezogen.
Der Titel seines Hauptwerks The Maximus Poems (1950–1969) geht unter anderem auf den Sophisten Maximos von Tyros zurück, verweist aber auch auf (körperliche) Größe („maximus“, lateinisch „der Größte“; Olson maß 204 cm). Das aus über 600 Einzelgedichten bestehende Werk ist eine von Fakten und mythologischen Assoziationen angeregte Bestimmung des Ortes Gloucester als einer neuen Polis.

## Schriften (Auswahl)
- Gedichte. Übertragen von Klaus Reichert. Frankfurt am Main 1965
- Selected Writings. Hrsg. von Robert Creeley. New York 1966
- Call Me Ishmael. A Study of Melville. London 1967 (Deutsche Ausgabe: Nennt mich Ismael. Eine Studie über Herman Melville. Übers. v. Klaus Reichert. München 1979)
- West. Übersetzt und annotiert von Klaus Reichert. Berlin 1969
- The Special View of History. Hrsg. v. Ann Charters. Berkeley 1970
- The Post Office. A Memoir of his Father. Einleitung von George F. Butterick. Bolinas 1975 (Deutsche Ausgabe: Das Postamt. Eine Erinnerung. Übersetzt von Michael Mundhenk. Maro, Augsburg 1997)
- Muthologos. The Collected Lectures & Interviews. Hrsg. v. George F. Butterick. Bolinas 1978
- Charles Olson, Robert Creeley: The Complete Correspondence. Hrsg. v. George F. Butterick und Richard Blevins. 10 Bände. Berkeley 1980–1990
- The Maximus Poems. Hrsg. v. George F. Butterick. Berkeley/Los Angeles/London 1983
- The Collected Poems. Excluding the Maximus Poems. Hrsg. v. George F. Butterick. Berkeley/Los Angeles/London 1987
- Ich jage zwischen Steinen. Briefe und Essays. Hrsg. v. Rudolf Schmitz, Bern/Berlin 1998
- Selected Letters. Hrsg. v. Ralph Maud. Berkeley/Los Angeles/London 2000